# Zawadzkie
Zawadzkie este un oraș în Polonia.